# Cumming (Georgia)
Cumming – miasto w Stanach Zjednoczonych, w stanie Georgia. Siedziba administracyjna i największe miasto hrabstwa Forsyth.

## Demografia
W 2005 liczyło 5802 mieszkańców. W 2023 liczba mieszkańców wzrosła do 9471 osób, a gęstość zaludnienia przekroczyła 623 osoby/km².

## Geografia
Cumming znajduje się w centrum hrabstwa Forsyth przy 34°12′30″N 84°8′15″W (34.208464, -84.137575). To jest 39 mil (63 km) na północny wschód od centrum Atlanty i 15 mil (24 km) na północny wschód od Alpharetta. Zajmuje łączną powierzchnię 6,1 mil kwadratowych (15,9 km²), z czego 6,1 mil kwadratowych (15,8 km²) to ziemia, a 0,04 mil kwadratowych (0,1 km²), czyli 0,58%, to woda.